# Березово (озеро, Шумихинский район)
Березово — озеро в Шумихинском районе Курганской областей.
Вокруг озера находится село Березово.
Добраться до озера можно по автодороге: Шумиха — Чистое (Щучанский район), а также на электропоезде Челябинск — Шумиха до станции Чистое (которая севернее озера на 3 км).
Пользователем озера является Шумихинский РООиР, в озере водится карась, чебак.
Ближайшие населённые пункты: Березово, Воробьёво и Чистое.